# Sainte-Agathe (Puy-de-Dôme)
Sainte-Agathe település Franciaországban, Puy-de-Dôme megyében. Lakosainak száma 171 fő (2022. január 1.). Sainte-Agathe Celles-sur-Durolle, Escoutoux, Viscomtat, Vollore-Montagne és Vollore-Ville községekkel határos.

## Népesség
A település népessége az elmúlt években az alábbi módon változott:
| Lakosok száma | 205  | 199  | 193  | 180  | 177  | 173  | 170  | 170  | 171  |
|               | 2013 | 2015 | 2016 | 2017 | 2018 | 2019 | 2020 | 2021 | 2022 |